# Santa Rosa, San Pedro Tlaquepaque
Santa Rosa är en ort i Mexiko.   Den ligger i kommunen San Pedro Tlaquepaque och delstaten Jalisco, i den centrala delen av landet, 500 km väster om huvudstaden Mexico City. Santa Rosa ligger 1 549 meter över havet och antalet invånare är 599.
Terrängen runt Santa Rosa är platt österut, men västerut är den kuperad. Runt Santa Rosa är det mycket tätbefolkat, med 6 472 invånare per kvadratkilometer. Närmaste större samhälle är Guadalajara, 10,5 km norr om Santa Rosa. Trakten runt Santa Rosa består till största delen av jordbruksmark.